# Sử dụng phương tiện kỹ thuật số và sức khỏe tâm thần
Mối quan hệ giữa sử dụng phương tiện kỹ thuật số và sức khỏe tâm thần đã được các nhà nghiên cứu khác nhau nghiên cứu, chủ yếu là các nhà tâm lý học, nhà xã hội học, nhà nhân chủng học và chuyên gia y tế, đặc biệt là từ giữa thập niên 1990, sau sự phát triển của World Wide Web. Một nhóm nghiên cứu quan trọng đã khám phá các hiện tượng "lạm dụng", thường được gọi là "nghiện kỹ thuật số" hoặc "phụ thuộc kỹ thuật số". Những hiện tượng này biểu hiện khác nhau trong nhiều xã hội và văn hóa. Một số chuyên gia đã điều tra những lợi ích của việc sử dụng phương tiện kỹ thuật số vừa phải trong các lĩnh vực khác nhau, bao gồm cả về sức khỏe tâm thần và điều trị các vấn đề về sức khỏe tâm thần bằng các giải pháp công nghệ mới.
Việc phân định giữa sử dụng có lợi và bệnh lý của phương tiện kỹ thuật số chưa được thiết lập. Không có tiêu chuẩn chẩn đoán được chấp nhận rộng rãi, mặc dù một số chuyên gia cho rằng lạm dụng một biểu hiện của rối loạn tâm thần tiềm ẩn. Việc phòng ngừa và điều trị sử dụng phương tiện kỹ thuật số bệnh lý cũng không được chuẩn hóa, mặc dù hướng dẫn sử dụng phương tiện an toàn hơn cho trẻ em và gia đình đã được phát triển. Cẩm nang Chẩn đoán và Thống kê Rối loạn Tâm thần, Phiên bản Thứ năm (Diagnostic and Statistical Manual of Mental Disorders, Fifth Edition, DSM-5) không bao gồm chẩn đoán sử dụng internet có vấn đề, sử dụng phương tiện truyền thông xã hội có vấn đề và rối loạn chơi game (thường được gọi là nghiện trò chơi điện tử), trong khi phiên bản thứ mười của International Classification of Diseases (ICD-11) (Phân loại Quốc tế Bệnh tật (ICD-11)) nhận ra rối loạn chơi game. Các chuyên gia vẫn đang tranh luận về cách thức và thời điểm chẩn đoán các tình trạng này. Việc sử dụng thuật ngữ nghiện để chỉ các hiện tượng và chẩn đoán này cũng đã được đặt câu hỏi.
Phương tiện kỹ thuật số và thời gian sàng lọc đã thay đổi cách trẻ em suy nghĩ, tương tác và phát triển theo hướng tích cực và tiêu cực, nhưng các nhà khoa học không chắc chắn về sự tồn tại của các mối liên hệ nhân quả được đưa ra giả thuyết giữa việc sử dụng phương tiện kỹ thuật số và kết quả sức khỏe tâm thần. Những liên kết này dường như phụ thuộc vào từng cá nhân và nền tảng họ sử dụng. Một số công ty công nghệ lớn đã đưa ra các cam kết hoặc công bố các chiến lược để cố gắng giảm thiểu rủi ro khi sử dụng phương tiện kỹ thuật số.

## Lịch sử và thuật ngữ

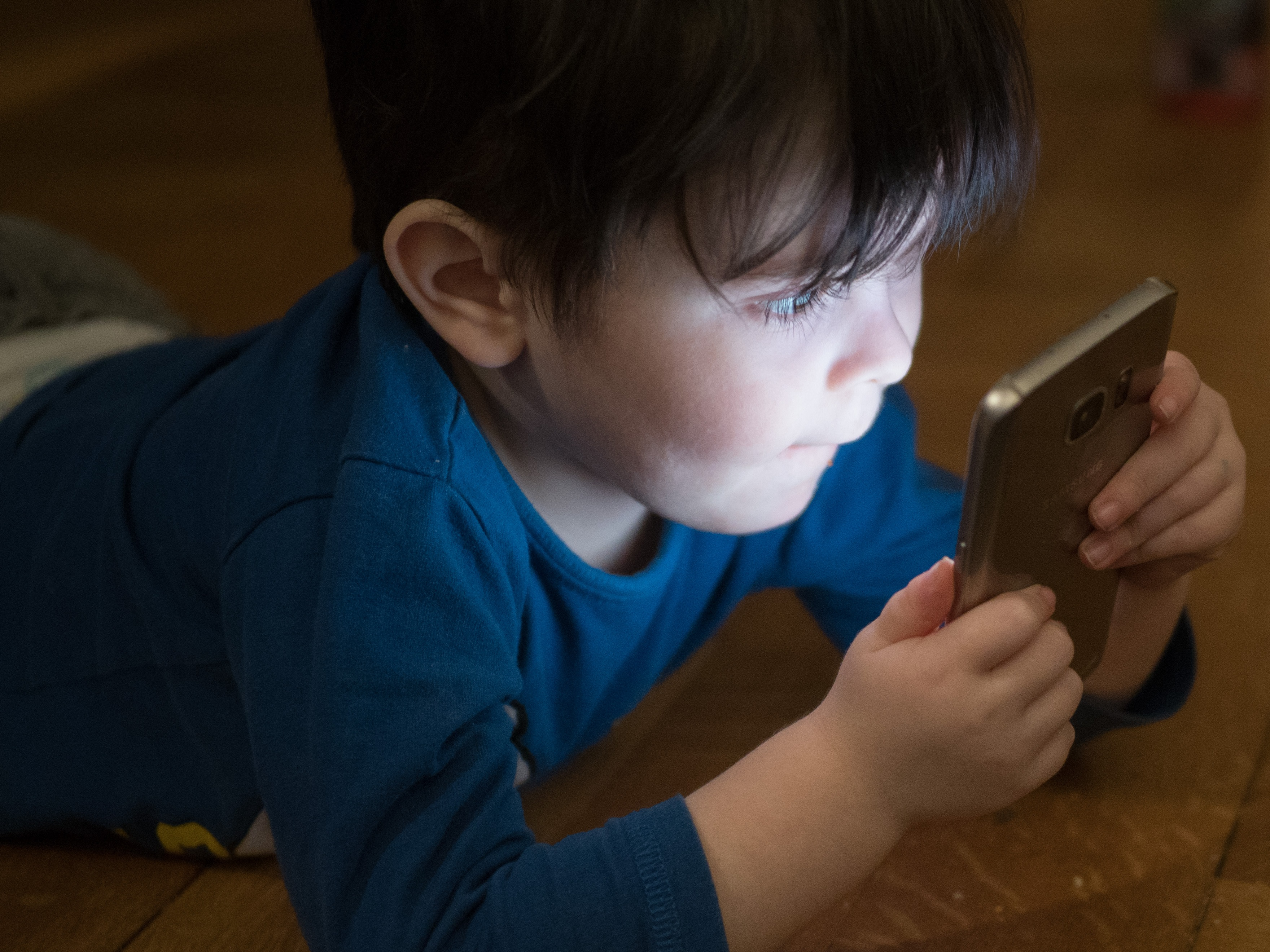
Một cậu bé dán mắt vào điện thoại thông minh

Mối quan hệ giữa công nghệ kỹ thuật số và sức khỏe tâm thần đã được nghiên cứu từ nhiều khía cạnh. Người ta đã tìm thấy lợi ích của việc sử dụng phương tiện kỹ thuật số trong thời thơ ấu và phát triển thanh thiếu niên. Mối quan tâm đã được các nhà nghiên cứu, bác sĩ lâm sàng và công chúng thể hiện liên quan đến hành vi cưỡng chế của người dùng phương tiện kỹ thuật số, khi mối tương quan giữa lạm dụng công nghệ và các vấn đề sức khỏe tâm thần trở nên rõ ràng.
Các thuật ngữ được sử dụng để chỉ các hành vi sử dụng phương tiện kỹ thuật số bắt buộc không được tiêu chuẩn hóa hoặc được công nhận trên toàn cầu. Chúng bao gồm "nghiện kỹ thuật số", "phụ thuộc kỹ thuật số", "sử dụng có vấn đề" hoặc "lạm dụng", thường được mô tả bởi nền tảng phương tiện kỹ thuật số được sử dụng hoặc nghiên cứu (như sử dụng điện thoại thông minh có vấn đề hoặc sử dụng internet có vấn đề). Việc sử dụng các thiết bị công nghệ không hạn chế có thể ảnh hưởng đến sự phát triển, sức khỏe xã hội, tinh thần và thể chất và có thể dẫn đến các triệu chứng gần giống với hội chứng phụ thuộc tâm lý hoặc nghiện hành vi. Việc tập trung vào sử dụng công nghệ có vấn đề trong nghiên cứu, đặc biệt liên quan đến mô hình nghiện hành vi, ngày càng được chấp nhận, mặc dù tiêu chuẩn hóa kém và nghiên cứu mâu thuẫn.
Chứng nghiện Internet đã được đề xuất như một chẩn đoán từ giữa những năm 1990, và phương tiện truyền thông xã hội và mối quan hệ của nó với nghiện đã được kiểm tra từ năm 2009. Báo cáo năm 2018 Tổ chức Hợp tác và Phát triển Kinh tế (OECD) ghi nhận lợi ích của việc sử dụng internet có cấu trúc và hạn chế ở trẻ em và thanh thiếu niên cho mục đích phát triển và giáo dục, nhưng việc sử dụng quá mức có thể có tác động tiêu cực đến tinh thần hạnh phúc Nó cũng ghi nhận sự gia tăng 40% tổng số sử dụng internet ở trẻ em trong độ tuổi đi học từ năm 2010 đến 2015, và các quốc gia OECD khác nhau đã đánh dấu sự khác biệt về tỷ lệ sử dụng công nghệ thời thơ ấu, cũng như sự khác biệt trong các nền tảng được sử dụng.
Cẩm nang Chẩn đoán và Thống kê Rối loạn Tâm thần chưa chính thức được mã hóa sử dụng phương tiện kỹ thuật số có vấn đề trong các danh mục chẩn đoán, nhưng nó coi rối loạn chơi game trên internet là điều kiện để nghiên cứu thêm vào năm 2013. Rối loạn chơi game (thường được gọi là nghiện trò chơi video) đã được công nhận trong ICD-11. Các khuyến nghị khác nhau trong DSM và ICD một phần là do thiếu sự đồng thuận của chuyên gia, sự khác biệt về trọng tâm trong hướng dẫn phân loại, cũng như những khó khăn khi sử dụng mô hình động vật cho nghiện hành vi.
Tiện ích của thuật ngữ nghiện liên quan đến việc lạm dụng phương tiện kỹ thuật số đã được đặt câu hỏi, liên quan đến sự phù hợp của nó để mô tả các thể loại tâm thần mới, qua trung gian kỹ thuật số, trái ngược với việc lạm dụng quá mức là biểu hiện của các rối loạn tâm thần khác. Việc sử dụng thuật ngữ này cũng đã bị chỉ trích vì vẽ tương đồng với các hành vi sử dụng chất gây nghiện. Việc sử dụng thuật ngữ một cách bất cẩn có thể gây ra nhiều vấn đề hơn. Cả hai đều hạ thấp nguy cơ gây hại ở những người bị ảnh hưởng nghiêm trọng, cũng như nói quá nhiều về rủi ro của việc sử dụng phương tiện kỹ thuật số quá mức, không bệnh lý. Sự phát triển của thuật ngữ liên quan đến việc sử dụng phương tiện kỹ thuật số quá mức để "sử dụng có vấn đề" thay vì "nghiện" được khuyến khích bởi Panova và Carbonell, nhà tâm lý học tại Đại học Ramon Llull, trong một đánh giá năm 2018.
Do thiếu sự công nhận và đồng thuận về các khái niệm được sử dụng, chẩn đoán và điều trị rất khó để chuẩn hóa hoặc phát triển. Mức độ lo lắng công cộng tăng cao xung quanh các phương tiện truyền thông mới (bao gồm cả phương tiện truyền thông xã hội, điện thoại thông minh và trò chơi video) làm xáo trộn thêm các đánh giá dựa trên dân số, cũng như đặt ra các vấn đề nan giải trong quản lý. Radesky và Christakis, các biên tập viên năm 2019 của JAMA Paediatrics, đã xuất bản một bài đánh giá điều tra "những lo ngại về sức khỏe và rủi ro phát triển / hành vi của việc sử dụng phương tiện truyền thông quá mức đối với nhận thức, ngôn ngữ, biết chữ và xã hội -sự phát triển cảm xúc." Do sự sẵn có của nhiều công nghệ cho trẻ em trên toàn thế giới, vấn đề là hai chiều, vì việc lấy đi các thiết bị kỹ thuật số có thể có tác động bất lợi, trong các lĩnh vực như học tập, động lực quan hệ gia đình và phát triển tổng thể.

## Sử dụng có vấn đề
Mặc dù các hiệp hội đã được quan sát giữa việc sử dụng phương tiện kỹ thuật số và các triệu chứng hoặc chẩn đoán về sức khỏe tâm thần, nguyên nhân chưa được thiết lập; Các sắc thái và cảnh báo được xuất bản bởi các nhà nghiên cứu thường bị hiểu lầm bởi công chúng hoặc bị truyền thông đưa tin sai. Nữ giới có nhiều khả năng lạm dụng phương tiện truyền thông xã hội, còn nam giới thì các trò chơi video. Theo đó, việc sử dụng phương tiện kỹ thuật số có vấn đề có thể không phải là cấu trúc đơn lẻ, có thể được phân định dựa trên nền tảng kỹ thuật số được sử dụng hoặc được áp dụng lại về các hoạt động cụ thể (thay vì nghiệnđối với phương tiện kỹ thuật số).

### Sức khỏe tâm thần
Một bản đồ đánh giá có hệ thống năm 2019 cho thấy mối liên hệ giữa một số loại sử dụng internet có vấn đề tiềm ẩn và các vấn đề tâm thần hoặc hành vi như trầm cảm, lo lắng, thù địch, gây hấn và rối loạn tăng động giảm chú ý (ADHD). Các nghiên cứu không thể xác định liệu mối quan hệ nhân quả có tồn tại hay không, các nhà đánh giá nhấn mạnh tầm quan trọng của các thiết kế nghiên cứu trong tương lai. Mặc dù lạm dụng phương tiện kỹ thuật số có liên quan đến các triệu chứng trầm cảm, phương tiện kỹ thuật số cũng có thể được sử dụng trong một số tình huống để cải thiện tâm trạng. Các triệu chứng của ADHD có mối tương quan tích cực với việc sử dụng phương tiện kỹ thuật số trong một nghiên cứu triển vọng lớn. Triệu chứng ADHD của siêu tập trung có thể khiến những người bị ảnh hưởng lạm dụng phương tiện kỹ thuật số như trò chơi video hoặc trò chuyện trực tuyến.
Một báo cáo kỹ thuật năm 2016 của Chassiakos, Radesky và Christakis đã xác định các lợi ích và mối quan tâm đối với sức khỏe tâm thần của thanh thiếu niên về việc sử dụng phương tiện kỹ thuật số. Nó cho thấy cách thức sử dụng phương tiện truyền thông xã hội là yếu tố chính, thay vì thời gian tham gia. Một sự suy giảm về hạnh phúc và sự hài lòng trong cuộc sống đã được tìm thấy ở thanh thiếu niên lớn tuổi, những người thụ động sử dụng phương tiện truyền thông xã hội, nhưng những điều này không rõ ràng ở những người tham gia tích cực hơn. Báo cáo cũng tìm thấy mối quan hệ độ cong hình chữ U trong khoảng thời gian dành cho phương tiện kỹ thuật số, với nguy cơ trầm cảm gia tăng ở cả mức độ thấp và cao của việc sử dụng internet. Một đánh giá năm 2018 vào nền tảng truyền thông xã hội Trung Quốc WeChat đã tìm thấy các hiệp hội về các triệu chứng sức khỏe tâm thần tự báo cáo với việc sử dụng nền tảng quá mức. Tuy nhiên, các động lực và mô hình sử dụng của người dùng WeChat ảnh hưởng đến sức khỏe tâm lý chung, thay vì lượng thời gian sử dụng nền tảng. Tại Vương quốc Anh, một nghiên cứu trên 1.479 cá nhân ở độ tuổi 14-24 đã so sánh lợi ích và vấn đề tâm lý đối với năm nền tảng truyền thông xã hội lớn: Facebook, Instagram, Snapchat, Twitter và YouTube. Nó kết luận rằng YouTube là nền tảng duy nhất có xếp hạng tích cực ròng "dựa trên 14 câu hỏi liên quan đến sức khỏe và liên quan đến sức khỏe" và các nền tảng khác được đo có xếp hạng tiêu cực ròng, Instagram có xếp hạng thấp nhất. Nghiên cứu xác định Instagram có một số hiệu ứng tích cực bao gồm tự thể hiện, tự nhận dạng và cộng đồng, nhưng thấy rằng các tác động tiêu cực vượt trội hơn, đặc biệt là về giấc ngủ, hình ảnh cơ thể và "nỗi sợ bị bỏ lỡ".
Một báo cáo xuất bản trong Clinical Psychological Science năm 2018 nổi bật hai cuộc điều tra các tầng lớp khác nhau của 506.820 học sinh trung học Mỹ và thấy rằng việc sử dụng phương tiện kỹ thuật số có liên quan đến tỷ lệ trầm cảm cao hơn và tự tử. Họ kết luận rằng thời gian gắn bó với các thiết bị điện tử nhiều hơn và ít thời gian hơn cho "các hoạt động phi màn hình" (như giao tiếp xã hội cá nhân, thể thao / tập thể dục, bài tập về nhà và tham dự các dịch vụ tôn giáo) có liên quan đến các triệu chứng trầm cảm và kết quả liên quan đến tự tử (kế hoạch và nỗ lực, ý tưởng tự tử), đặc biệt là giữa các cô gái. Một báo cáo sau đó trong cùng một ấn phẩm đã đặt câu hỏi về phương pháp nghiên cứu của khảo sát, trích dẫn "các phép đo nghiên cứu không chính xác, mối tương quan không đáng kể giữa các biến chính, [và] phân tích thống kê không đầy đủ và không đầy đủ".
Mối quan hệ giữa rối loạn lưỡng cực và sử dụng công nghệ đã được nghiên cứu trong một cuộc khảo sát đơn lẻ của 84 người tham gia khảo sát Máy tính trong hành vi của con người. Cuộc khảo sát cho thấy sự khác biệt đáng kể trong việc sử dụng các công nghệ dựa trên những tâm trạng tự báo cáo. Các tác giả của báo cáo sau đó đã quy kết rằng công nghệ dành cho bệnh nhân mắc chứng rối loạn lưỡng cực có thể là "con dao hai lưỡi" với những lợi ích và tác hại tiềm tàng.